# Johann Gottlieb Hansing
Johann Gottlieb Hansing (geboren 19. November 1754 in Celle; gestorben 24. März 1841 in Harburg an der Elbe) war Bürgermeister von Harburg sowie Maire und Notar des Französischen Kaiserreichs.

## Leben

### Familie
Hansings Vater war der in Celle tätige Kriegs-Commissar Johann Carl Hansing.
Etwa 1783 oder 1784 heiratete er Margarete Christine Henriette Kordt, Tochter des Kaufmanns Peter Kordt in Harburg.

### Werdegang
Hansing studierte Rechtswissenschaft und erhielt 1777 von der Stadt Harburg eine Anstellung zunächst als Auditor.
Später wurde er Harburger Stadt-Syndikus. Die Amtszeit wurde im Jahr 1810 durch Französische Besatzung unterbrochen. Johann Gottlieb Hansing blieb in einer Übergangszeit von 1810 bis 1811 als Kaiserlicher Maire im Dienst des französischen Kaiserreichs. Anschließend wurde er als Notar, unter dem Namen „Jean Theophile Hansing“, tätig. Ende April 1814 rückten die Franzosen aus Harburg ab und aus dem „Maire Jean Theophile Hansing“ wurde der Bürgermeister Johann Gottlieb Hansing. Nach 50-jähriger Tätigkeit für die Stadt Harburg an der Elbe wurde er, nach Einführung einer neuen Verwaltungsordnung der Königlich Hannoverschen Landdrostei Lüneburg, im Oktober 1827 wieder zum Bürgermeister gewählt. Die Amtszeit von J. G. Hansing endete im Jahr 1835. Hansing verstarb in Harburg. Er ist beerdigt auf dem alten Harburger Friedhof. Der Grabstein steht unter Denkmalschutz und ist gut erhalten zu besichtigen.

## Archivalien
Archivalien von und Johann Gottlieb Hansing finden sich beispielsweise
- im Staatsarchiv der Freien und Hansestadt Hamburg als Zeitungsausschnittsammlung, Archivsignatur 731-8_A 758 Hansing[3]